# Инаугурация Джона Адамса
Инаугурация Джона Адамса в качестве 2-го Президента США состоялась 4 марта 1797 года. Одновременно к присяге был приведён Томас Джефферсон как 2-й вице-президент США. Президентскую присягу проводил Председатель Верховного суда США Оливер Элсворт, а присягу вице-президента принимал временный президент Сената США Уильям Бингам. 
Адамс был первым президентом, принявшим присягу от Председателя Верховного суда Соединённых Штатов, и первым главой государства, мирно и законно сменившим на данном посту живого предшественника со времён Луиса I в 1724 году; также Адамс был первым и единственным президентом США из партии Федералистов.